# Diecezja Fort Worth

Diecezja Fort Worth (łac. Dioecesis Arcis-Vorthensis, ang. Diocese of Fort Worth) jest diecezją Kościoła rzymskokatolickiego w północnej części stanu Teksas. 

## Historia
Diecezja została kanonicznie erygowana 9 sierpnia 1969 przez papieża Pawła VI. Wyodrębniono ją poprzez rozdzielenie diecezji Dallas-Fort Worth. Pierwszym ordynariuszem został dotychczasowy biskup pomocniczy Dallas-Fort Worth i proboszcz konkatedry w Fort Worth John Joseph Cassata (1908-1989). Przyszła katedra diecezjalna pw. św. Patryka została wybudowana w 1892, w latach 1953-1969 pełniła funkcję konkatedry diecezji Dallas-Fort Worth.

## Ordynariusze
- John Joseph Cassata (1969-1980)
- Joseph Patrick Delaney (1981-2005)
- Kevin Vann (2005-2012)
- Michael Olson (od 2013)